# 克里索勒
克里索勒（法語：Crisolles，法語發音：[kʁizɔl]）是法国瓦兹省的一个市镇，属于贡比涅区。

## 地理
克里索勒（49°37'17"N, 3°0'58"E）面积10.54 平方千米，位于法国上法蘭西大區瓦兹省，该省份为法国北部内陆省份，北起索姆省，西接厄尔省和滨海塞纳省，南至塞纳-马恩省和瓦兹河谷省，东临埃纳省。
与克里索勒接壤的市镇（或旧市镇、城区）包括：贝埃里库尔、比西、让夫里、格朗德吕、吉斯卡尔、米朗库尔、努瓦永、凯米、萨朗西。

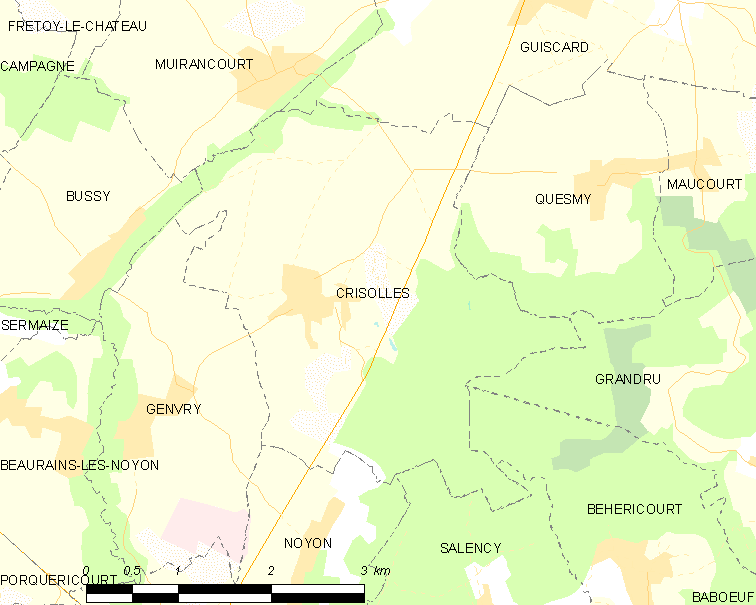
克里索勒的OSM定位图

克里索勒的时区为UTC+01:00、UTC+02:00（夏令时）。

## 行政
克里索勒的邮政编码为60400，INSEE市镇编码为60181。

## 政治
克里索勒所属的省级选区为努瓦永县。

## 人口

1962-2008年间克里索勒人口变化图示

克里索勒于2022年1月1日时的人口数量为921人。